# Chytonix iaspis
Chytonix iaspis là một loài bướm đêm trong họ Noctuidae.